# Heurtevent
Heurtevent (Ausspracheⓘ) ist eine ehemalige französische Gemeinde mit 205 Einwohnern (Stand: 1. Januar 2013), den Heurtevanais, im Département Calvados in der Region Normandie.
Am 1. Januar 2016 wurde Heurtevent im Zuge einer Gebietsreform zusammen mit 21 benachbarten Gemeinden als Ortsteil in die neue Gemeinde Livarot-Pays-d’Auge eingegliedert.

## Geografie
Heurtevent liegt im Pays d’Auge. Rund 20 Kilometer nordnordöstlich des Ortes befindet sich Lisieux. Das westsüdwestlich gelegene Falaise ist gut 28 Kilometer entfernt. Die Ostgrenze Heurtevents bildet die Vie.

## Bevölkerungsentwicklung
| Jahr                             | 1793 | 1836 | 1876 | 1926 | 1946 | 1975 | 1990 | 2013 |
| Einwohner                        | 405  | 348  | 272  | 215  | 255  | 205  | 164  | 205  |
| Quelle: Cassini, EHESS und INSEE |      |      |      |      |      |      |      |      |

## Sehenswürdigkeiten
- Kirche Saint-Jacques aus dem 16. Jahrhundert; ein Altar, ein Tabernakel, ein Altarretabel und mehrere Skulpturen sind seit 1931 als Monument historique klassifiziert[3][4][5][6]
- Herrenhäuser aus dem 17./18. Jahrhundert